# Mirollia hamata
Mirollia hamata är en insektsart som beskrevs av Sigfrid Ingrisch 1998. Mirollia hamata ingår i släktet Mirollia och familjen vårtbitare. Inga underarter finns listade i Catalogue of Life.